# Carlos Schvartzman
Carlos Schvartzman (Asunción, 4 de noviembre de 1947-28 de junio de 2025) fue un pianista, guitarrista, compositor, arreglador y orquestador paraguayo de jazz y música contemporánea. También ha estado involucrado en música pop, escribiendo arreglos orquestales para cantantes solistas, para grupos vocales, música para TV, jingles publicitarios y ocasionalmente música en un estilo clásico con armonía moderna del siglo XX. Participó como director de orquesta, arreglador y compositor en festivales internacionales de la canción, como en el de Viña del Mar en la década de los 70.

## Biografía
Schvartzman nació en Asunción, capital de Paraguay, en el seno de una familia judía proveniente de Ucrania. Trabajó durante 25 años como funcionario de las Naciones Unidas en el Programa de las Naciones Unidas para el Desarrollo (PNUD), en la Unidad de Programación de proyectos de desarrollo para el Paraguay.  Previamente se desempeñó como Profesor de Inglés en el Centro Cultural Paraguayo Americano (CCPA).  También trabajó en Naciones Unidas como Asesor en Capacitación y Traductor desde el 2002 hasta el 2005.  El Sr. Schvartzman tiene dos hijos y una hija.
En su faceta de guitarrista de jazz, toca con gran inclinación al estilo bebop, hardbop y contemporáneo de la corriente principal.  También ejecuta batería, piano y bajo eléctrico.
Se inició en la música desde los 13 años, en el Colegio Internacional, aunque ya usaba cajones de escritorio que golpeaba como una “batería” junto con sus discos desde los 9 años.  Su formación fue como autodidacta, gracias a su conocimiento del inglés y libros en la biblioteca del Centro Cultural Paraguayo Americano (CCPA) y del Colegio Internacional.  Cuando ya era un profesional autodidacta, gracias a material que envió (partituras de arreglos, composiciones, y grabaciones de sus interpretaciones en guitarra y con sus grupos) fue admitido al Berklee College of Music (Facultad Privada de Educación Superior en Música) de Boston, Massachusetts, EE. UU. para estudiar en un curso intensivo/avanzado de verano, en donde fue compañero de aula (en algunas materias) del gran pianista japonés, hoy reconocido artista de jazz:  Makoto Ozone.  Durante su estadía en Boston, en la Facultad de Berklee, participó en abundantes conciertos de jazz tanto internos de la Facultad como en jazz pubs de la ciudad de Boston.
Es profesor de jazz (guitarra, improvisación, armonía) y de música en general (guitarra, armonía tradicional, armonía avanzada – del siglo XX --, orquestación). Formó muchos alumnos que hoy en día son reconocidos profesionales en el país, uno de ellos en los EE. UU. de América, habiendo logrado una carrera como bajista de Al Di Meola y el Gato Barbieri.
En los primeros cinco años de cada una de las décadas del 70 y del 80 formó, dirigió y escribió los arreglos para el quinteto vocal de voces masculinas “Las Voces Nuevas”, de gran éxito en Paraguay y en Buenos Aires, Argentina, también.  Tenían un repertorio de música paraguaya nativa (tradicional), el 80% cantado “a capella”, con armonías modernas/jazzisticas (casi al estilo de los Take 6) pero sin perder la esencia básica de los temas, con enorme éxito comercial en el país, y con considerable éxito en países vecinos como Argentina y Uruguay.
Formó y lideró varios cuartetos de jazz a partir de 1978 en adelante, en los que actuó como guitarrista y arreglador.  Desde 1997 dirige un quinteto de jazz, para el que escribe todos los arreglos y las orquestaciones, conformado por 1 saxos/flauta, 1 piano, 1 bajo acústico o eléctrico, 1 batería y él en guitarra eléctrica (una Gibson ES-335).  Ocasionalmente el grupo incluye un trombonista (dentro de los pocos jazzistas del país, uno de los mejores instrumentistas de viento) quien también dobla en trompeta, y un vocalista masculino.  Interpretan:  standards,  temas propios de los que conforman el grupo, principalmente de Carlos (jazz contemporáneo) bossa, jazz latino, y Ronnie Knoller.
Desde fines de 1998, formó bajo su dirección una mini big-band, con dos trompetas, un trombón doble (tenor-bajo), 1 saxofonista que dobla saxo soprano, alto, tenor y flauta; un saxo alto, un saxo tenor, un saxo barítono, piano, bajo acústico y batería.  El Sr. Schvartzman escribe todos los arreglos y orquestaciones para la orquesta, y compone para la misma. Schvartzman también ejecuta en dúo con Ronnie Knoller, y en trío con un bajista, y sigue ejerciendo la docencia privada.

## Docencia[1]
Como profesor y formador, Carlos Schvartzman ha sido profesor a largo o corto plazo de los siguientes destacados músicos nacionales en las disciplinas que se mencionan en paréntesis (entre varios otros):
- Mario Rodríguez (bajo, armonía de jazz, improvisación) (Actualmente M. Rodríguez vive en Nueva York, USA, desde 1986 y está considerado uno de los buenos bajistas de latin jazz del mundo:  Tocó con Al DiMeola, Paquito D’Rivera, el Gato Barbieri y decenas de otros grandes músicos.
- Lobito Martínez (armonía, orquestación/arreglos e improvisación de jazz)
- Pekos Sandoval (guitarra e improvisación) (Fue el primer paraguayo PRE nominado a un Grammy Latino)
- Rolando Chaparro (guitarra e improvisación de jazz)[6][7]
- Berta Rojas (armonía moderna para piano y guitarra)
- Miguel Kunert (guitarra e improv. De jazz),
- Orlando Bonzi (guitarra e improvisación de jazz)
- Bruno Muñoz (improvisación de jazz; armonía tradicional)
- Rudy Elías (improvisación en jazz aplicada al saxo y a la flauta)
- Tania Ramos (análisis de obras para guitarra clásica a nivel de posgrado, y armonía moderna aplicada a la guitarra)
- Fran Villalba, pianista del grupo nacional paraguayo pop/rock “Gaudí”, estudiante de armonía de jazz e interpretación de jazz en piano
- Carlos Cazal, director y arreglador de música coral y grupos vocales modernos
- Ivo Calderón, bajista eléctrico
- Germán Lema, tecladista de jazz, rock y fusión, docente
- Sergio Cuquejo, Productor Musical, Tecladista, Pianista, Arreglador

Fue Director y arreglador del Coro de Padres de la APACI (Asociación de Padres de Alumnos del Colegio Internacional) Archivado el 22 de diciembre de 2014 en Wayback Machine.,; fue profesor del Conservatorio Musical “Stael Rufinelli de Ortiz” de guitarra, piano y arreglos musicales. Además, continúa enseñando en su estudio particular:  Guitarra moderna popular, teoría y solfeo, armonía tradicional, armonía moderna, armonía aplicada al piano, armonía de jazz, bajo eléctrico, y teoría de jazz e improvisación.
Desde marzo de 2011, enseña las cátedras de Armonía I, Armonía II y Armonía III del Conservatorio "Agustín Barrios", del Instituto Municipal de Arte (IMA).
Desde marzo de 2014, es profesor de las cátedras de Armonía Moderna, Arreglos/Orquestación, piano popular y jazz y Estructuras Musicales Modernas en la carrera de Licenciatura en Música de la Facultad de Arquitectura de Diseño y Arte (FADA).

## Actividad profesional
- 1963: Participación en el Primer Festival Nacional del Folklore organizado por Radio Ñandutí, con el trío “Tres para el Folklore”, para esta agrupación escribió los arreglos e interpretaba la guitarra.
- 1970: Lanzamiento del exitoso y original quinteto vocal de voces masculinas “Las Voces Nuevas”. Hacían un repertorio de música paraguaya nativa (tradicional), el 80% cantado “a capella”, y los arreglos del Sr. Schvartzman estaban realizados con una mezcla de armonías modernas/jazzisticas (casi al estilo de los “Take 6”) y tradicional, pero sin perder la esencia básica de los temas, con enorme éxito comercial en el país, y con considerable éxito en países vecinos como Argentina y Uruguay.
- 1972: Mención especial a “Arreglo Destacado”, Festival Internacional de la Canción de Viña del Mar, Chile, con el tema “Pequeña”, compuesto con Moneco López. Concierto en Mburucujazz en mayo de 2013, Asunción - Paraguay

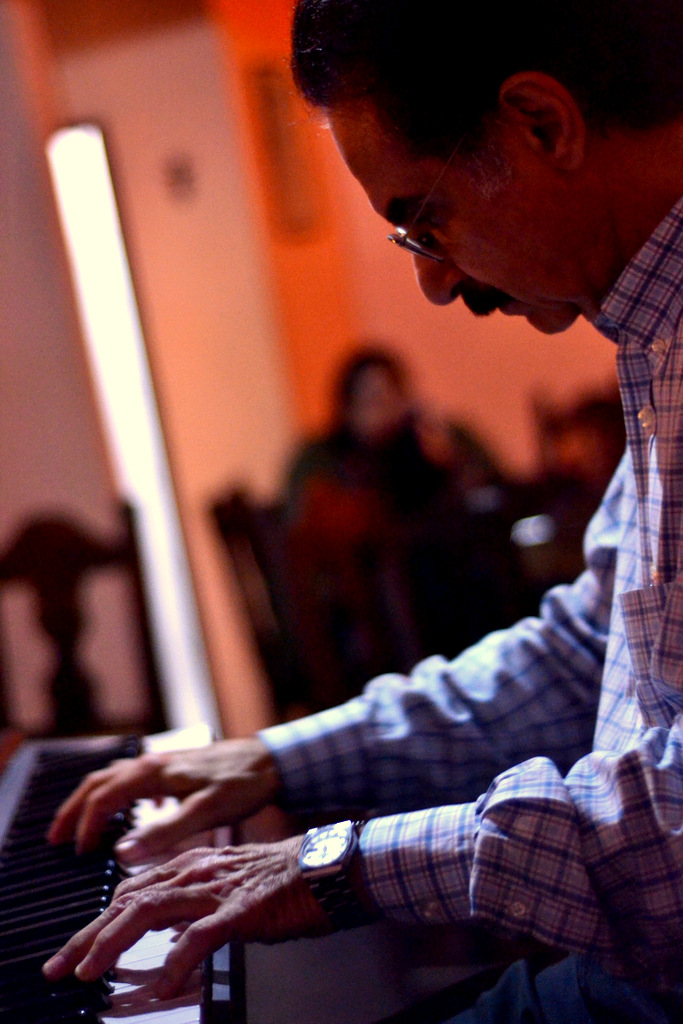
Concierto en Mburucujazz en mayo de 2013, Asunción - Paraguay

- 1974: Disco LP:  “El ABC del Folklore”, arreglador y director de la orquesta de cuerdas en tres temas. Disco lanzado por el prestigioso periódico ABC Color del Paraguay[1]
- 1972: Disco LP:  "Las Voces Nuevas" (Quinteto vocal masculino).[1]  Grabado en los Estudios ION de Buenos Aires, Argentina, con la participación de reconocidos músicos de la Camerata Bariloche, de jazz, y del Quinteto de Astor Piazzolla de la década de los años 70.
- 1980-84:  Reconocimiento nacional:  Mejor grupo vocal:  Las Voces Nuevas[1]
- 1985: International Jazz Festival in Asunción, Paraguay.  (with Carlos Franzetti, pianista y compositor argentino radicado en Nueva York, USA)
- 1986: Conferencista:  Curso:  “Apreciación de la música de jazz a través de su historia”.  Duración, 2 meses.  Lugar: Centro Cultural Paraguayo Americano (CCPA),[5] Asunción, Paraguay.
- 1997: International Jazz Festival in Asunción, Paraguay:  Guitarrista, director y arreglador, quinteto.
- 1999: Arreglador, gran orquesta, CD:  "Canción a Mama", ABC Color en tres temas:  “Alma Vibrante”, “Cariñito Mío” y “Reza”.
- 2000: International Jazz Fest. in Paraguay:   Director y arreglador de una big-band; dir., guitarrista y arreglador de su quinteto
- 2000: CD “My guitar, my piano”:  C.Schvartzman, guitar; Ronnie Knoller, piano.
- 2001: Int. Jazz Festival in Paraguay:   Arreglador y director, big band
- 2002: Recital en el Centro Cultural Paraguayo Americano (CCPA):[5]".A Mal Tiempo, Buen Jazz”  Sexteto de Jazz.  Registrado en DVD. Para comprarlo, contactar con el Sr. Schvartzman.
- 2003: Schvartzman/Knoller,  dúo.  Inauguración del Departamento de Musicología de la Universidad Católica de Asunción, Paraguay.
- 1978-2003: Profesor de música y de jazz (instituto privado) en las siguientes disciplinas: Guitarra (W.Leavitt, Berklee Press), armonía tradicional (Hindemith). Armonía avanzada (Berklee, Delamont), armonía clásica contemporánea del siglo XX (Persichetti, Delamont, Schoenberg).  Contrapunto (Schoenberg, Delamont).  Armonía de jazz aplicada.  Improvisación en jazz para todos los instrumentos.  Talleres para ensambles.  Arreglos y orquestación para grupos vocales y coros.
- 2004: Ciclo de jazz, en piano, con  “Il Cuatreto”, “La Viola”.
- 2005: agosto:  Jurado, “Elección de Talentos” de socios del Club Centenario.
- 2005: agosto:  Director y arreglador de la orquesta de acompañamiento de los elegidos en la “Noche de Talentos” de socios del Club Centenario.
- 2005: agosto:  Concierto de la Orquesta de Carlos Schvartzman y artistas invitados dentro del ciclo de “Miércoles Culturales” del Club Centenario. DVD editado con todo el concierto en el que Schvartzman tocó jazz y pop. En guitarra y piano, escribió todos los arreglos orquestales y presentó dos coros para los que también escribió los arreglos.
- 2005: agosto, Conferencia:  “Similitudes de Estructuras de la Composición Musical y el Diseño Arquitectónico”.  Curso de Posgrado, Factultad de Arquitectura de la Universidad Nacional de Asunción.
- 2005: Septiembre:  “Similitudes de Estructuras de la Composición Musical y las Artes Visuales”, Centro Cultural “Juan de Salazar” de la Embajada Española, a invitación del Instituto Superior de Arte.
- 2005/2006: Ciclo de seis meses de actuación a dúo de teclados con Ronnie Knoller en “Mocca Café” del Mariscal López Shopping
- 2006: enero: Ciclo de jazz como pianista, junto a José Villamayor en guitarra y Víctor “Totito” Morel en batería. Agosto: Jurado, “Elección de Talentos” de socios del Club Centenario.
- 2006: agosto: director y arreglador de la orquesta de acompañamiento de los elegidos en la “Noche de Talentos” de socios del Club Centenario, y Coordinador General de todo el show.
- 2007: Ciclo de trio de jazz en “Els Fanals”, restaurant de comida mediterránea, una vez por semana.
- En los años 2007 y 2008 fue contratado por el Canal TV4 TELEFUTURO de Paraguay para varios shows.  En el primero ("Cantando por un Sueño") participó como Asesor Musical (coach).  En el segundo ("Cantando por un Sueño 2") participó como Jurado y Presidente del mismo.  En un tercero (2008) participó como Director de Orquesta del show Bailando por un Sueño,[11] con la conducción de Menchi Barriocanal.
- 2009 al presente (2012):  Músico estable del Hotel Sheraton, Asunción, Paraguay.
- 2010:  Coordinador Musical, Barrios en el Bicentenario (Luz María Bobadilla e invitados internacionales.
- 2011:  Lanzamiento del CD "Barrios Hoy".  Director Musical general, y arreglador y director de orquesta de cinco pistas.
- 2011:  Entrevistado en el libro "Jazz en Paraguay".
- 2011:  Su tema "Aguas Suaves" fue incluido en el CD "Jazz De Acá".
- 2013:  Participó con su cuarteto de jazz, ejecutando piano, dos composiciones suyas en el CD "Jazz en Paraguay".  Las composiciones del Sr. Schvartzman son:  "Micky", y "Polka Be-bop".
- 2014: Participó ejecutando piano y escribió los arreglos y composiciones con su cuarteto de jazz en "1er Festival de Jazz de Ciudad del Este".
- 2014: La Orquesta Sinfónica UNINORTE estrena su obra contemporánea «Romance de los Modos».
- 2015: La Orquesta Sinfónica Nacional (OSN) estrena en julio su obra «Sentir», guarania contemporánea.

## Compartió escenario con los siguientes artistas internacionales
- Jazz: Barney Kessel, Phil Woods, Steve Bailey, Bill Goodwin, Robert (Bob) Bowen, Tim Horner, Roseanna Vitro, Carlos Franzetti, Ricardo Lew, Daniel Latorre.
- Pop: Oscar López Ruiz.
- En un estudio de grabación de Buenos Aires, ejecutó la parte de guitarra de sus propios arreglos instrumentales escritos para "Las Voces Nuevas", junto a los entonces músicos de agrupaciones de Astor Piazzolla: Kicho Díaz, contrabajo, Osvaldo Manzi, piano, Carlos Gaivironsky, violín y José Bragato, chelo (a quienes se puede escuchar en temas del disco "Las Voces Nuevas"). Y los músicos sesionistas Jorge Padín, baterista y Oscar Alem, contrabajo.

## Las Voces Nuevas (Quinteto vocal masculino)[1][12]
Las Voces Nuevas constituyeron un quinteto vocal que interpretaban, en su mayor parte, música nacional folklórica.  El Carlos Schvartzman fue el creador, director y arreglador de todos los temas interpretados por el grupo, incluyendo algunos compuestos por él.
Los integrantes fueron:
- César “Kiko” Arce, primer tenor y solista
- Osvaldo “Cachito” Erico, segundo tenor y solista principal
- Carlos Schvartzman, tercer tenor, arreglador, guitarrista y director[1]
- Bernardo Schvartzman, barítono
- Francisco “Pochocho” Brizuela, bajo  (+)

La característica principal era que, por primera vez, se escuchaba a un grupo vocal cantar “a capella” folklore nacional, con armonías elaboradas de corte moderno y de cierta orientación hacia la armonía utilizada en el jazz.  Sin embargo, tanto los arreglos como las interpretaciones del grupo no hacían perder la esencia de los temas; prueba de ello es la gran aceptación del grupo en distintos contextos:  Por ejemplo, uno en un festival de la canción, gratis, en el ya desaparecido Estadio Comuneros,a nivel muy popular y masivo y otro en escenarios como el del teatro del Centro Cultural Paraguayo Americano (CCPA) o del Teatro Municipal de Asunción. En ambas situaciones el grupo era muy apreciado, indistintamente.
Como detalle se puede mencionar que Schvartzman utilizaba todo tipo de sonidos (como chasquidos, etc.) producidos vocalmente para el logro de la sensación del bajo “caminando” en tres tiempos (característico de la polka y la guarania) y emulando a la vez un rasguido de guitarra mientras el solista entregaba la melodía.
Las Voces Nuevas se presentaron en dos épocas: Desde 1970 hasta 1975, y posteriormente desde 1980 hasta 1984.  En la segunda etapa, el compositor de música sacra y cantante de coros, Pedro Pablo Vera Ayala, reemplazó a Bernardo Schvartzman como barítono.  Si bien el 70% de los temas eran “a capella”, también hacían temas con una guitarra, o con bajo y guitarra.  Grabaron un disco de larga duración en Buenos Aires, en 1971, en el que, en los temas con acompañamiento orquestal con arreglos de Schvartzman, participaron los mejores músicos de Buenos Aires del momento, varios de ellos integrantes del grupo del gran músico Astor Piazzolla.  En dos de los temas del disco, se puede escuchar a un cuarteto de cuerdas, piano de cola y bajo con estos músicos (incluyendo dos de la Camerata Bariloche).  En otros, con guitarra, contrabajo y batería, participaron dos de los mejores músicos de jazz en sus instrumentos en ese momento, con Schvartzman ejecutando la guitarra. En una época (alrededor de 1974) el cantante Oscar Gómez se unió al grupo, que pasó a convertirse así en un sexteto vocal.
Para escuchar todos los temas del legendario disco vinilo grabado a inicios de los años 70 podés hacerlo ingresando aquí:
Para escuchar algunas grabaciones de Las Voces Nuevas podés hacerlo ingresando aquí: http://www.ilike.com/artist/Carlos+Schvartzman (enlace roto disponible en Internet Archive; véase el historial, la primera versión y la última).
Para escuchar algunas grabaciones de Las Voces Nuevas en el Facebook: http://apps.facebook.com/ilike/artist/Carlos+Schvartzman